# محمد السبر (مخرج)
محمد السبر مخرج سعودي وكاتب ومنتج سينمائي، يهتم بأمور السينما، ويقوم بإنتاج أفلام سينمائية ذات مقومات فنية (إيحائية ورمزية)، تحمل في مضامينها الجرأة وتتجاوز الخطوط الحمراء بشكل متوازً مع الطائفية والسياسة والأخلاق.

## مناقشة أعماله
- قام بإنتاج فيلماً سينمائياً بعنوان (من قتل سارة) سنة 2014 من بطولة الممثلة الكويتية إيما شاه [2] الذي يناقش زنا المحارم والتجسس على الموبايلات والسحاق ولقد صور الفيلم في دولة الكويت والفيلم ممولاً من مشروع إنجاز سوق مهرجان دبي السينمائي [3] في دولة الإمارات. ولقد قاموا بعض المغردين في تويتر وبعض التعليقات في مواقع الصحف بهجمة عليه هو شخصياً وعلى الممثلة إيما شاه بعد أن نشرت صحيفة سبق الإلكترونية [4] خبراً عن إنتاجه للفيلم من كشف بعض الصحف الكويتية [5] وتطرقت صحيفة سبق بأنه استعان بممثلة من أصول إيرانية مما تسبب في تأزم الردود حوله، وجاء ذلك متوافقاً مع حملات في السعودية والكويت شنتها حول إيقاف مسلسل يناقش نفس الموضوع عن زنا المحارم في قناة MBC.

- قام المخرج محمد السبر في سنة 2011 بإنتاج فيديو كليب لأول مرة رسمياً بالوطن العربي بواسطة جهاز الايفون 4 مع بداية ظهورة.[6] بعنوان (القلب الحزين) ([7])

- أخرج فيديو كليب بعنوان (سامحيني) [8] للمؤدي فهد الصقعبي سنة 2010، طلب منه المنتج أدخال رجل داخل عباءة نسائية ورفض إلا بوجود عنصر نسائي مستعين بإحدى العاملات المنزلية في منطقة القصيم كأول امرأة تؤدي دوراً في بريدة، حيث يمنع تصوير العناصر النسائية من رجال هيئة الأمر بالمعروف والنهي عن المنكر.

- ذكر المخرج محمد السبر أنه يحضر لفيلم «حياة صوافن»[9] باللغة العربية واللغة العبرية ومن المقرر أن يصور أحداث الفيلم في السعودية واحد جمهوريات روسيا ويدور حول اختفاء طفله تسمى صوافن وتكتشف الفتاة انها من جذور يهودية سعودية تعيش في غرب السعودية وقد تطرقت الفنانة إيما شاه في لقاء صحفي في صحيفة برايتبارت الأمريكية.[10]

## أعماله
- فيلم من قتل سارة (مخرج، مؤلف).[11]
- فيديو كليب القلب الحزين (مخرج، منتج).[12]
- فيديو كليب سامحيني (مخرج).[13]
- فيلم حياة صوافن (مخرج، مؤلف)،[14] (لم ينتج بعد).